# اندیس سنگ چینی (محمد عرب)
سنگ چینی (محمد عرب) یک اندیس مصالح ساختمانی است که در حوالی شهر چاهک استان فارس قرار دارد و مادهٔ معدنی موجود در آن، سنگ چینی است.سنگ میزبان این اندیس میکا شیست ، کالک شیست است  